# Rioseco (Calvos de Randín)
Rioseco (llamada oficialmente Santa Mariña de Rioseco) es una parroquia y un lugar español del municipio de Calvos de Randín, en la provincia de Orense, Galicia.

## Toponimia
La parroquia también es conocida por el nombre de Santa Marina de Rioseco.

## Organización territorial
La parroquia está formada por tres entidades de población:
- Lomear
- Padroso
- Rioseco

## Demografía

### Parroquia
| Gráfica de evolución demográfica de Rioseco (parroquia) entre 2000 y 2022 |
|                                                                           |
| Datos según el nomenclátor publicado por el INE.                          |

### Lugar
| Gráfica de evolución demográfica de Rioseco (lugar) entre 2000 y 2022 |
|                                                                       |
| Datos según el nomenclátor publicado por el INE.                      |